# Willy Rottmann
Willy Rottmann (* 21. Juni 1924) ist ein ehemaliger deutscher Fußballspieler. Er gewann 1949 mit der BSG Waggonbau Dessau den ostdeutschen Fußballpokal und spielte 1949 und 1950 für kurze Zeit mit Dessau in der ostdeutschen Zonenliga.

## Sportliche Laufbahn
Als 1948 zum ersten Mal nach dem Ende des Zweiten Weltkriegs in der Sowjetischen Besatzungszone überregionale Fußballmeisterschaften durchgeführt werden durften, beteiligte sich die SG Dessau-Nord an der Landesmeisterschaft in Sachsen-Anhalt. Zum Aufgebot der Mannschaft, die am Saisonende 1949 Zweiter der Südstaffel geworden war, gehörte auch der 24-jährige Willy Rottmann. Dessau spielte auch am parallel laufenden Landespokalwettbewerb mit und unterlag erst im Endspiel ECW Eilenburg mit 1:2. Als Finalist waren die Dessauer aber am erstmals ausgetragenen Wettbewerb um den ostdeutschen FDGB-Pokal teilnahmeberechtigt. Auch dort kamen sie, inzwischen zur Betriebssportgemeinschaft (BSG) Waggonbau Dessau umfunktioniert, in das Endspiel und gewannen diesmal gegen Gera-Süd mit 1:0. In dieser Partie war Rottmann als Linksaußenstürmer aufgeboten worden.
Durch den Pokalsieg qualifizierten sich die Dessauer für die ostdeutsche Zonenliga (später DS-Oberliga, DDR-Oberliga), die 1949/50 in ihre erste Saison ging. Rottmann gehörte zum Aufgebot und wurde vom ersten Punktspiel an eingesetzt. Nach sieben Spieltagen hatte er bereits vier Tore erzielt, doch dabei blieb es bis zum Saisonende. Nach der Winterpause wurde er nur noch sporadisch eingesetzt, sodass er die Saison bei 26 ausgetragenen Punktspielen mit nur 17 Einsätzen abschloss. In der Spielzeit 1950/51, die Dessauer Mannschaft spielte jetzt als BSG Motor, wurde Rottmann nur noch einmal am 4. Spieltag aufgeboten, danach tauchte er im höherklassigen Fußball nicht mehr auf.